# Michel Psichari
Pour les articles homonymes, voir Psichari.
Michel Psichari, né le 5 mai 1887 dans le 5e arrondissement de Paris (Seine) et mort pour la France le 20 avril 1917 à La Veuve (Marne), est un journaliste français et le petit-fils d'Ernest Renan.

## Présentation
Né le 5 mai 1887 dans le 5e arrondissement de Paris, il est le fils de Jean Psichari et le frère d'Ernest Psichari. Il épouse Suzanne France, fille d'Anatole France, dont il a un fils, Lucien Psichari (1908-1995), qui deviendra lui-même journaliste et homme de lettres. Il travaille comme journaliste au périodique Gil Blas de 1908 à 1909 puis à L'Illustration de 1910 à 1914. Il adhère à l'Action française,.
Lors de la Grande Guerre, il est promu sous-lieutenant au 27e régiment d’infanterie,. Il obtient deux citations : 

« Chef de section de la plus haute valeur. Pendant l'attaque du 1er août 1916, bien que blessé dès le début de l'action, a conservé son commandement. Par son énergie et son commandement magnifique, a maintenu ses hommes sur une position particulièrement menacée, et a repoussé tous les assauts en nombre. resté après la relève avec un autre régiment, a fait l'admiration de tous pendant une nouvelle attaque. »

Blessé par un obus, iI meurt de ses blessures le 20 avril 1917 à l'hôpital de La Veuve. Il est enterré au cimetière militaire de La Veuve, près de Châlons. La croix de chevalier de la Légion d'honneur lui est décernée à titre posthume en 1920.

## Distinctions
- Chevalier de la Légion d'honneur

## Publications
- Index raisonné de la mythologie d'Horace (1904)
- Les Jeux de Gargantua (1904)
- Parmi les athlètes (1913)